# 莉莉·巴露瑪
莉莉·瑪麗·派澤（英語：Lilli Marie Peiser，1914年5月2日—1986年1月27日），是一名德國女演員和作家。她在1930年代出演英國電影後，開始轉戰好萊塢的作品，並以《海棠春》獲得一項金球獎提名。
她其他著名的電影包括喜劇片《願長伴我君》、西班牙驚悚片《女校惊魂夜》和獲得另一項金球獎提名的電視連續短劇《彼得大帝》。巴露瑪在出演歐洲電影時贏得一項沃爾庇杯和三項德國電影獎。

## 早年生活
她的姓氏巴露瑪是採自最喜愛的英國女演員。父親艾佛烈·派澤（Alfred Peiser）是一名德國猶太籍外科醫生，母親蘿絲·利斯曼（Rose Lissman）則是在德國普魯士波茲南（現波蘭波茲南）的一名奧地利猶太籍舞台女演員。她是派澤家三個女兒之一:3。
莉莉四歲時，家人搬去柏林夏洛滕堡。她在年輕時是初級乒乓球冠軍。

### 文獻目錄
- Bergfelder, Tim; Cargnelli, Christian (编). . Berghahn Books. 2008  [2020-03-15]. ISBN 978-1-84545-532-3. （原始内容存档于2017-03-29）.
- Moliterno, Gino. . Scarecrow Press. ISBN 978-0-8108-6896-0.

## 延伸閱讀
- McClintock, Walter. . New York: H. W. Wilson. 1951.
- Palmer, Lilli. Change Lobsters and Dance: An Autobiography. New York: Macmillan, 1975. ISBN 978-0-02-594610-1

## 外部鏈接
- 莉莉·巴露瑪在互联网电影资料库（IMDb）上的資料（英文）
- 在Find a Grave上的莉莉·巴露瑪
- 圖像和文學 （页面存档备份，存于）